# Plectus rhizophilus
Plectus rhizophilus is een rondwormensoort uit de familie van de Plectidae. De wetenschappelijke naam van de soort is voor het eerst geldig gepubliceerd in 1880 door de Man. De soort leeft op mossen.